# Tadjakant
La tribu des Tadjakant (ou Tajakant) est une tribu de Maures nomades d'origine berbère sanhadja. Ils parlent le hassaniyya, un dialecte arabe.

## Étymologie
Le nom de la tribu viendrait du nom de son ancêtre présumé, Jakani Labar, donné pour descendant du calife Abou Bakr As-Siddiq.

## Territoire
Les Tajakant vivent essentiellement en Mauritanie ,  en Algérie et au Mali[réf. nécessaire].

## Histoire
La tribu Tadjakant descendrait des tribus Lamtouna et Massufa, fractions de la puissante tribu berbère des Sanhadja, dans l'Adrar mauritanien. Elle s'est sédentarisée au cours du xiie siècle, à la chute de l'empire almoravide et a fondé, entre Chinguetti et Ouadane, deux cités, disparues depuis lors : Tinigui et Togba.
Vivant traditionnellement en Mauritanie, ces marchands et guerriers occupent longtemps une place centrale dans le commerce trans-saharien. En 1852, ils fondent, dans l'oasis de Tindouf, dans l'actuelle Algérie, et la ville devient rapidement un important carrefour commercial. Mais en 1895, la ville est attaquée et détruite par la tribu des Reguibat, en conflit avec les Tadjakant depuis 1820. La majorité de ces derniers abandonnent alors Tindouf et se replient pour la plupart au Mali, en Mauritanie ou au Maroc.
Certains de leurs membres en Mauritanie acquièrent une grande notoriété grâce à leur érudition religieuse[réf. nécessaire].

## Culture et vie sociale
Ils sont musulmans et appartiennent à l'école malékite de l'islam sunnite.

## Économie
De nos jours, les Tadjakant se sont sédentarisés et s'adonnent au petit commerce et à l'agriculture.
Dans les tribus commerçantes maures, qui présentent la particularité d’être par tradition économiquement extraverties, celle des Tadjakant son basées traditionnellement au République démocratique du Congo et en Angola, devenus de puissants exploitants de métaux précieux dans le premier et diamantaires dans le secon.
Une de leur branche au Niger, la famille Limam Chafi, puissante au Niger, a soutenu un coup d’État contre le président nigérien Seyni Kountché après avoir été très proche de son prédécesseur, Hamani Diori.
Le respect qu'inspire leur succès dans le négoce se double d’une aura religieuse.

## Personnalités
- Moustapha Ould Limam Chafi, né vers 1960, a été un conseiller de l'ombre chargé des « bons offices » du président burkinabé Blaise Compaoré des années 1980 à la chute de ce dernier en 2015, réputé proche également du  présidents malien Amadou Toumani Touré, nigérien Mahamadou Issoufou, guinéen Alpha Condé et ivoirien Alassane Ouattara;

- Abdallahi Limam Malick, professeur en droit, Ministre/Secrétaire général du gouvernement de la Mauritanie de 2007 à 2008;